# Гёте, Фридрих Георг
Фридрих Георг Гёте (нем. Friedrich Georg Göthe; 6 сентября 1657, Каннавурф — 10 ноября 1730, Франкфурт-на-Майне) — немецкий портной, дед знаменитого поэта Иоганна Вольфганга фон Гёте.

## Биография
Фридрих Георг Гёте родился 6 сентября 1657 года в семье кузнеца, затем советника в Артерне Ганса Кристиана Гёте (ок. 1633—1694) и его жены Сибиллы Гёте (урождённой Вернер; 1635—1689), первоначально выросшей в Берке, недалеко от Зондерсхаузена. Фридрих Георг Гёте был старшим ребёнком в семье, у Фридриха Георга Гёте было несколько братьев и сестёр, в том числе Ганс Филипп Гёте (1663—1748), Ганс Якоб Гёте (1670—1736) и Ганс Георг Гёте (ум. 1726). Некоторое время он жил в Лионе и изучал ремесло портного по шелку, получив образование у торговца тканями Фридриха Георга Гёте; с этого времени он поступил в Göthe (с акцентом Акута). Строго верующий лютеранин, Фридрих Георг был вынужден покинуть Францию после отмены Нантского эдикта в 1685 году. Фридрих Георг Гёте поселился во Франкфурте-на-Майне в качестве портного, где он 18 апреля 1687 года женился на Анне Элизабет Лутц (1667—1700), дочери бюргера Себастьяна Лутца (ум. 1701), от которой у него родилось пятеро детей. Женившись, он одновременно получил гражданские права Франкфурта. С этого времени он стал писать своё имя Гёте.
После смерти своей первой жены Фридрих Георг Гёте 4 мая 1705 года женился на Корнелии Шелхорн, урождённой Вальтер (1668—1754), вдове трактирщика Иоганнеса Шелхорна (ум. 1704). Благодаря этому браку Гёте стал владельцем гостиницы Цум Вайденхоф-ан-дер-Цайль, в то время одной из самых престижных гостиниц Франкфурта. Кроме того, Фридрих Георг Гёте открыл обширный винный магазин; это было основой семейного состояния, которое всё ещё обеспечивало финансовую независимость его внуку.
В 1710 году родился его младший сын Иоганн Каспар Гёте, отец будущего поэта Иоганна Вольфганга фон Гёте. Фридрих Георг Гёте оставил после себя огромное для того времени состояние в размере около 100000 флоринов. Поскольку один из его сыновей от первого брака - Герман Якоб Гёте, родившийся в 1697 году, мастер по литью олова, был уже членом совета Вольного имперского города, его младшему сыну Иоганну Каспару было отказано в продвижении по службе в городском патрициарте.
Фридрих Георг Гёте скончался 10 ноября 1730 года во Франкфурте-на-Майне в возрасте 73-х лет, он был похоронен в Петеркирхофе.
Его свояченица Анна Сибилла Вальтер (1661—1712) была замужем за пивоваром Андреасом Петтманном (1656—1706), от которого она имела восемь детей, среди которых были Андреас Петтманн (1681—1734), Иоганн Андреас Петтманн (1685—1757), Николаус Петтманн (1689—1722), Анна Хелена Петтманн (1698—1731), которая была замужем за Иоганном Якобом Умпфенбахом (1691—1745) и Филипп Бернхард Петтманн (1700—1760).
Дети Анны Сибиллы Вальтер от брака с пивоваром Андреасом Петтманном приходились двоюродными братьями и сёстрами его сыну Иоганну Каспару Гёте.

## Семья
Фридрих Георг Гёте был дважды женат. Первым браком он был женат на Анне Элизабет Лутц (1667—1700), дочери бюргера, от которой у него родилось пятеро детей:
- Бартоломеус Гёте (1688—1696)
- Иоганн Михаэль Гёте (1690—1733)
- Иоганн Якоб Гёте (1694—1714)
- Герман Якоб Гёте (1697—1761) — в 1722 году женился на Сюзанне Элизабет Хоппе (1704—1778), имел семерых детей:
  1. Анна Элизабет Гёте (1724—1755)
  2. Корнелия Гёте (1726—1799), в 1749 году вышла замуж за купца Ульриха Томаса Штренга (1712—1777), имела шестерых детей, одним из её сыновей был купец Иоганн Людвиг Штренг (1754—1817), среди её потомков были купец Иоганнес Штренг (1780—1843) и минералог, химик и геолог Иоганн Август Штренг (1830—1897), в честь которого был назван минерал Штренгит[англ.].
  3. Иоганн Фридрих Гёте (1728—1733)
  4. София Маргарета Гёте (1731—1761) — вышла замуж за евангелическо-лютеранского богослова, проповедника и пастора Эренрайха Райхарда (1712—1788), имела троих сыновей.
  5. Иоахим Гёте (1732—1733)
  6. Сабина Маргарета Гёте (1734—1798) — вышла замуж за Симона Фридриха Кистнера (1722—1780), имела семерых детей.
  7. Иоганн Каспар Гёте (1737—1742)
- Иоганн Николаус Гёте (1700—1705)

После смерти своей первой жены Фридрих Георг женился на Корнелии Шелхорн, урождённой Вальтер (1668—1754), от которой у него родилось четверо детей:
- Анна Сибилла Гёте (1706—1706)
- Иоганн Фридрих Гёте (1708—1727)
- Иоганн Георг Гёте (1710—1761) — был женат на Элизабет Морган (род. 1712), имел двоих сыновей:
  1. Георг Гёте II (1745—1786), его сыном был Георг Гёте III (1770—1843).
  2. Генрих Гёте (1747—1791)
- Иоганн Каспар Гёте (1710—1782) — в 1748 году женился на Катарине Элизабет Текстор (1731—1808), дочери городского старшины Франкфурта-на-Майне Иоганна Вольфганга Текстора (1693—1771), имел шестерых детей:
  1. Иоганн Вольфганг фон Гёте (1749—1832) —  поэт, драматург, романист, учёный-энциклопедист, государственный деятель, театральный режиссёр и критик, в 1806 году женился на Кристиане Вульпиус (1765—1816), дочери архивиста и регистратора Иоганна Фридриха Вульпиуса (1725—1786), от которой имел пятерых детей, среди которых был Август фон Гёте (1789—1830) и четверо из которых умерли во младенчестве, среди его внуков были композитор Вальтер Вольфганг фон Гёте (1818—1885), Вольфганг Максимилиан фон Гёте (1820—1883) и Альма фон Гёте (1827—1844).
  2. Корнелия Шлоссер (1750—1777), в 1773 году вышла замуж за писателя Иоганна Георга Шлоссера (1739—1799), имела двух дочерей, среди которых была Мария Анна Луиза Шлоссер (1774—1811), вышедшая замуж за министерского чиновника Георга Генриха Людвига Николовиуса (1767—1839), среди её внуков был правовед, преподаватель в университете и писатель Альфред Георг Николовиус (1806—1890).
  3. Герман Якоб Гёте (1752—1759)
  4. Катарина Элизабет Гёте (1754—1756)
  5. Иоганна Мария Гёте (1757—1759)
  6. Георг Адольф Гёте (1760—1761)